# عمر الخديم
عمر أحمد راشد الخديم (مواليد 9 ديسمبر 1992) لاعب كرة قدم إماراتي يجيد اللعب في الظهير الأيسر مع نادي الإمارات.
كانت بداياته مع نادي دبا الفجيرة و إنتقل إلى نادي الإمارات عام 2017 و انتقل إلى نادي كلباء في عام 2018 و عاد إلى نادي الإمارات في عام 2024.

## روابط خارجية
- عمر الخديم على موقع Soccerway.com (الإنجليزية)